# Suzuki GN 125
La Suzuki GN125 es una motocicleta tipo custom con un motor de 4 tiempos monocilíndrico, fabricada por Suzuki y comercializada desde la década de 1980. Su diseño urbano está orientado al confort tanto en ciudad como en carretera. Es reconocida como una de las mejores motocicletas dentro de la gama de baja cilindrada, destacándose por su fiabilidad, potencia, facilidad de mantenimiento y calidad. Actualmente, se vende en países como Argentina, Colombia, Venezuela, Nicaragua, Honduras, El Salvador, Costa Rica, Panamá, Uruguay, México, Ecuador y Guatemala. Además, este modelo también se distribuye en algunos países del continente asiático.

## Historia
La Suzuki GN125 comenzó a producirse en Japón en 1981, momento en que una nueva generación de motos tipo Custom de baja cilindrada empezó a invadir de a poco las calles de Europa a finales de los años 70. La primera versión fue la GN-Z. A diferencia de la actual GN-F, la GN-Z tenía llantas de acero con rayos, además de freno delantero de tambor. No tenía portaequipaje; solamente contaba con una manija. La explotación comercial de la moto a nivel internacional ocurrió en 1987.
La serie GN de Suzuki involucraba los siguientes modelos:
- Suzuki GN50E 1981
- Suzuki GN125, GN125H, GN125F y GN125FTT
- Suzuki GN250
  - Suzuki SW-1
- Suzuki GN400
  - Suzuki GN 400 E 1980/81/82

## Ficha técnica
- Tipo de Motor: Monocilíndrico, SOHC, 4 Tiempos, refrigerado por aire
- Cilindrada: 124 cm³
- Potencia máxima: 12.5HP a 9000 RPM
- Sistema de arranque eléctrico
- Cambios de 5 velocidades
- Transmisión: cadena 428, corona 43, piñon 14
- Carburador Mikuni BS26
- Freno delantero hidráulico con caliper de 1 pistón y disco ventilado (Líquido de freno: DOT 3 o 4)
- Freno trasero de tambor por accionando por varilla
- Neumático delantero 2,75 - R18 (90/90 - R18)
- Neumático trasero desde 3,50 - R16 (110/90 - R16)
- Peso: 107 kg (peso en seco)
- Longitud total: 1945 mm
- Anchura total: 815 mm
- Altura total: 1110 mm
- Depósito de combustible: 10L (incluida reserva)
- Reserva: 2 L.
- Velocidad máxima: 110 km/h a 10000 RPM